# Holothuria (Panningothuria)
Sous-genre
Holothuria (Panningothuria) est un sous-genre de concombres de mer de la famille des Holothuriidae, constitué de deux espèces d'eaux tempérées très séparées géographiquement. 

## Caractéristiques
Leurs spicules dermiques sont caractérisés par l'absence de boutons et de petites tables au disque ovale. Les tentacules buccaux sont  protégés par un anneau de longues papilles légèrement dures. 

## Liste des espèces
Selon World Register of Marine Species (3 décembre 2016) :
- Holothuria austrinabassa O'Loughlin in O'Loughlin, Paulay, VandenSpiegel & Samyn, 2007 (Australie)
- Holothuria forskali Delle Chiaje, 1823 (Europe)

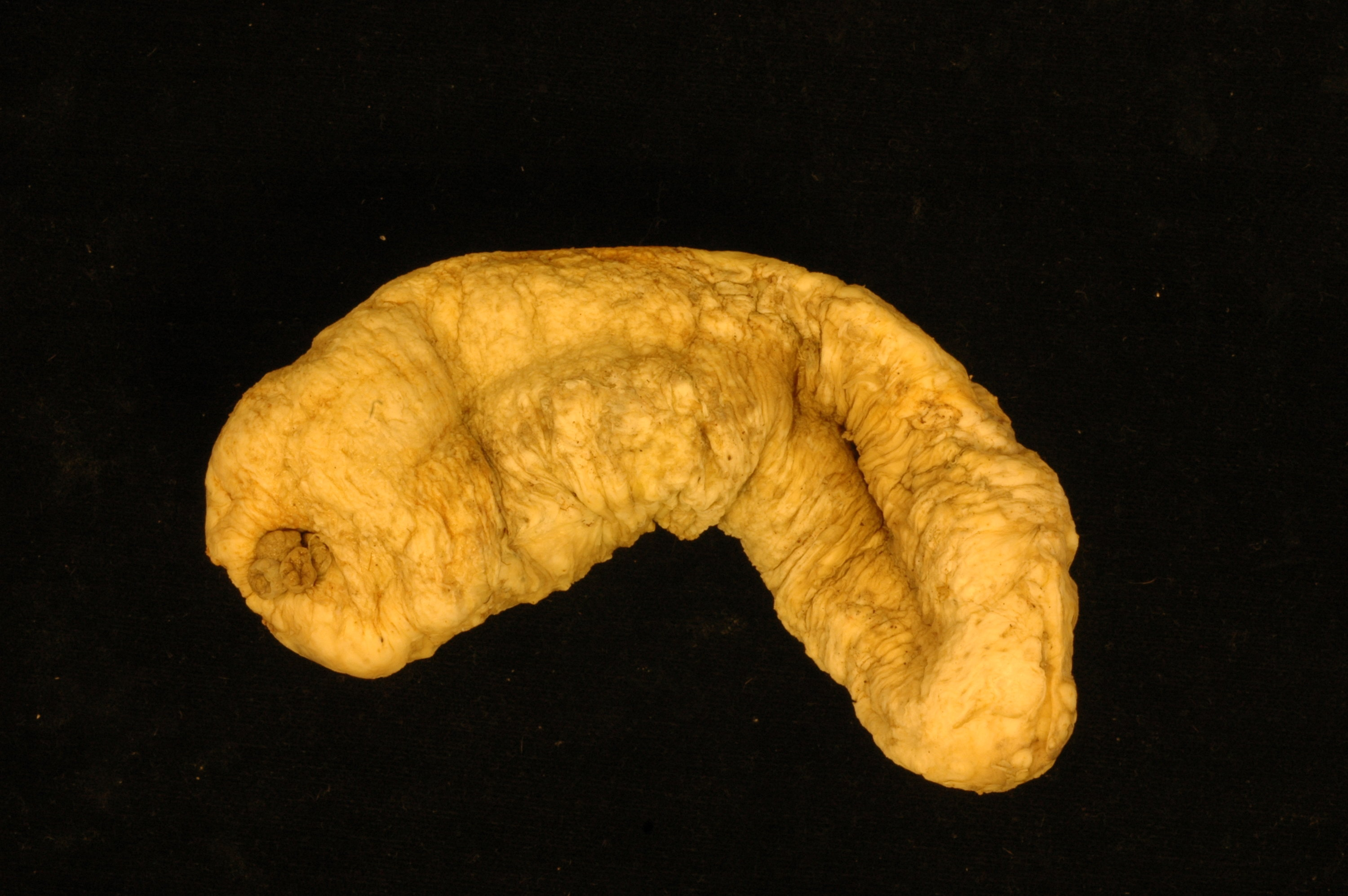
Holothuria austrinabassa
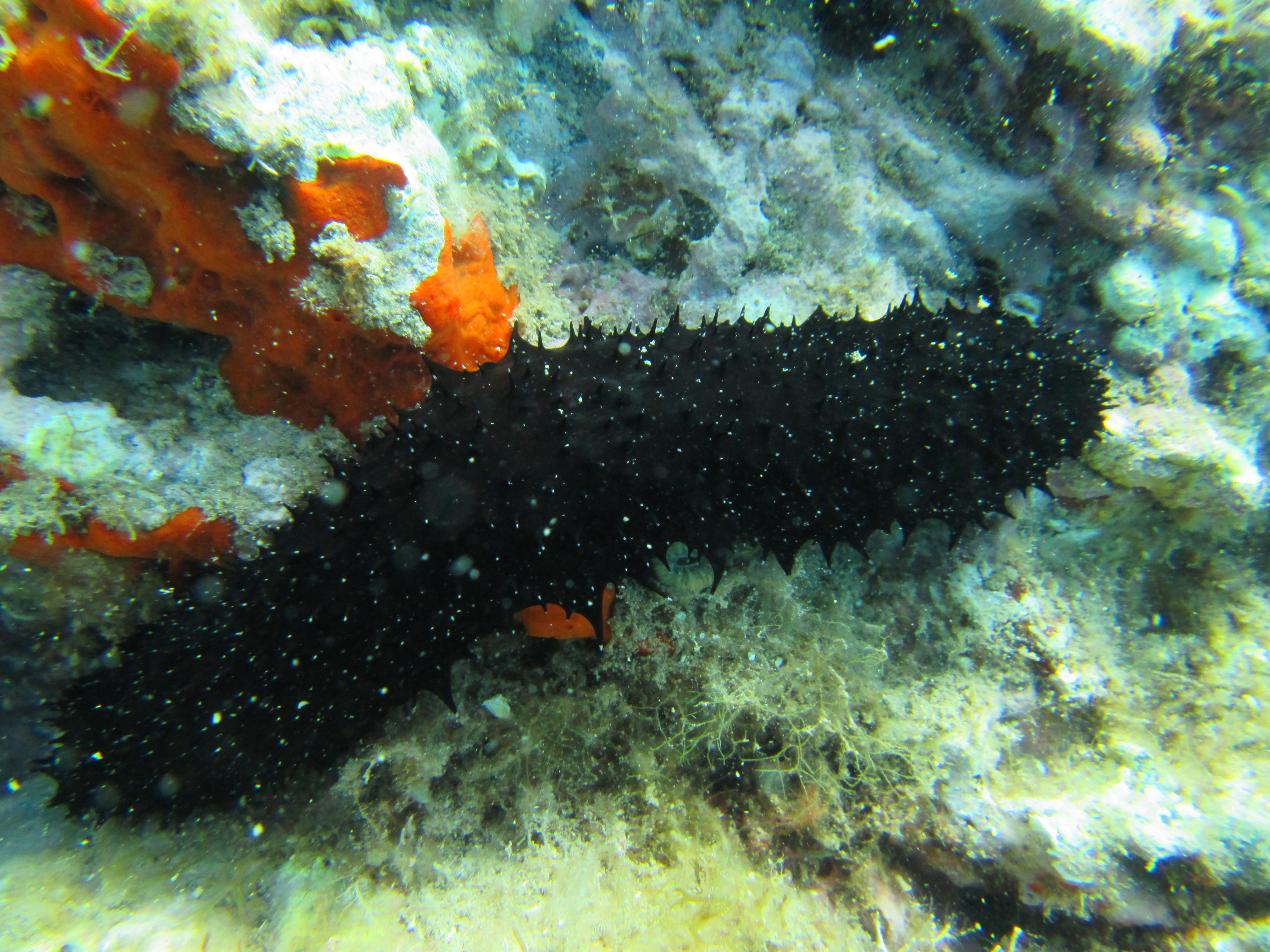
Holothuria forskali